# 柳耆
柳耆（?—?），河东郡解县（今山西省运城市临猗县）人，出自河东柳氏。

## 生平
他的祖父柳轨，西晋吏部尚书。父亲柳景猷，西晋侍中。柳耆在后赵担任尚书，号“西眷”。就是西眷柳氏的始祖。他的儿子柳璩、柳恭，柳恭任河东太守。后来避地汝河、颍河之间，他的后代世仕南朝宋、南朝齐。

## 女
他的小女儿被石虎纳入后宫，封为贵嫔。348年被石虎处死。